# 再見UFO
《再見UFO》是一部2019年香港科幻劇情片，由梁栢堅導演，徐天佑、黃又南和蔡卓妍主演。于2018年5月開拍，2018年8月完成拍攝，2019年上映。《再見UFO》為第16屆《香港亞洲電影節》開幕電影。2023年，《再見UFO》於第20屆《香港亞洲電影節》中再度放映，門票火速售罄。

## 劇情
八十年代中，華富邨曾經有UFO低空飛過的都市傳說，轟動一時。三個少年是當年的目擊者，隨著各人成長，性格迥異的三人都有著不同的人生軌跡。生活的無奈，時代的變異，受盡衝擊的他們不禁問，當年在天臺看見的神秘光芒，到底是什麼？

## 演員

### 主要演員
| 演員   | 角色   | 介紹 |
| 徐天佑 | 陳子健 |      |
| 黃又南 | 何家謙 |      |
| 蔡卓妍 | 林可兒 |      |

### 其他演員
| 演員   | 角色          | 介紹                        |
| 衛詩雅 | 梁穎恩(阿YAN) | 陳子健中學同學              |
| 吳肇軒 | 弟弟          | 林可兒弟弟                  |
| 白只   | 表舅父        | 林可兒表舅父 藝術家、二世祖 |
| 梁雍婷 | 阿Cat         | 何家謙女友                  |
| 梁祖堯 |               | 林可兒男友                  |
| 陳友   |               | 報攤老闆                    |
| 章國明 |               | 林可兒父親                  |
| 文雪兒 |               | 林可兒母親                  |
| 盧海鵬 |               | 何家謙爺爺                  |
| 歐錦棠 |               | 何家謙父親                  |
| 朱栢康 |               | 何家謙大哥                  |
| 羅頌欣 |               | 何家謙大嫂                  |
| 杜德偉 |               | 陳子健父親                  |
| 賈曉晨 |               | 陳子健母親                  |
| 張堅庭 |               | 太空館館長                  |
| 楊偉倫 |               | 太空館面試者                |
| 黃定謙 |               | 太空館面試者                |
| 鄧梓峰 |               | 林可兒上司                  |
| 盧覓雪 |               | 電視節目《今日睇深啲》主持  |
| 李尚正 |               | 電視節目《今日睇深啲》主持  |
| 陶傑   |               | 電視節目《今日睇深啲》嘉賓  |
| 鄧智堅 |               | 太空館面試者                |
| 趙覺超 |               | 婚禮司儀                    |
| 曾煒棠 |               | 婚禮臨時演員                |
| 黃子恆 |               | 婚禮臨時演員                |
| 李俊豪 |               | 婚禮臨時演員                |

## 電影歌曲
| 曲別   | 歌名     | 作曲   | 作詞   | 主唱   |
| 主題曲 | 華富一號 | 崔展鴻 | 梁栢堅 | 黃淑蔓 |

## 外部連結
- 再見UFO的Facebook專頁
- 再見UFO的Instagram帳戶
- 香港影庫上《再見UFO》的資料（繁體中文）
- 豆瓣电影上《再見UFO》的資料 （简体中文）